# Нагди, Мохаммад Реза
Мохаммад Реза Нагди (род. 1953, Наджаф, Ирак) — иранский военачальник, бригадный генерал.
Мохаммад Реза Нагди родился в иракском Наджафе, но в 1980 году во время массовых гонений на иранцев со стороны режима Саддама Хуссейна его семья бежала из Ирака.

## Военная служба
Записался в Экспедиционный корпус Басидж. Принимал участие в войне в Ливане. Был тесно связан с Хезболлой.
Позже занимал различные посты в разведке.
В сентябре 2000 году Мохаммед Реза Нагди произнес речь, в которой он с гордостью упомянул о своей роли в подавлении студенческого мятежа 1999 года. Он заявил, что он затравит всех, кто оскорбляет высшего руководителя аятоллу Али Хаменеи и что таким образом он «выполняет божественные предписания». Его имя связывают и с последующими грубыми нарушениями гражданских свобод.
В конце 2005 года генерал Нагди был назначен на новую должность начальника Центрального штаба по борьбе с контрабандой товаров и валюты при сохранении прежней должности в Главном штабе ВС ИРИ (заместитель начальника Генерального штаба Вооруженных сил по тыловому обеспечению и промышленным исследованиям). За время своей работы на этом посту Нагди установил военную дисциплину в штабе, наладил аналитическую и агентурную работу, активизировал борьбу с контрабандой различных товаров. Активно боролся с контрабандой топлива и был сторонником отмены государственных дотаций на различные товары.
Однако уже в 2007 году он вернулся на прежнее место работы в Главный штаб ВС ИРИ. По словам генерала Хасана Фирузабади, причиной перевода стала служебная необходимость, вызванная сложной оперативной обстановкой и необходимостью концентрации усилий на одной должности. При этом этот вопрос был согласован с президентом ИРИ.
4 октября 2009 года по указу аятоллы Али Хаменеи назначен на должность сил сопротивления (Басидж), сменив на этом посту Хоссейна Таеба, уволен с должности в 2016 году.